# Chevry-en-Sereine
Chevry-en-Sereine település Franciaországban, Seine-et-Marne megyében. Lakosainak száma 504 fő (2022. január 1.). Chevry-en-Sereine Voulx, Thoury-Férottes, Vaux-sur-Lunain, Blennes, Diant és Lorrez-le-Bocage-Préaux községekkel határos.

## Népesség
A település népességének változása:
| Lakosok száma | 516  | 517  | 528  | 522  | 518  | 515  | 511  | 505  | 504  |
|               | 2013 | 2015 | 2016 | 2017 | 2018 | 2019 | 2020 | 2021 | 2022 |